# Михайло Кричевський
Миха́йло (Станісла́в) Криче́вський (Кречо́вський) гербу власного (р. н. невід. — † 3 серпня 1649) — військовий діяч, з 1643 року полковник Чигиринського полку i Київського полку (1648) реєстрових козаків, наказний гетьман українського козацтва.

## Короткий життєпис
Народився в берестейській шляхетській католицькій родині Кричевських гербу власного. Родина мала руське походження, але полонізувалась на межі XVI—XVII ст. Здобув добру освіту, крім польської, володів також німецькою, французькою та латинською мовами. Завдяки вмінням та знанням військової справи був улюбленцем коронного гетьмана Станіслава Конєцпольського. 1627 року під час польсько-шведської війни очолював хоругву.

### Кар'єра
Може бути тим Кречовським — товаришем хоругви князя Захарія Четвертинського, — який був поранений у битвах проти повсталих козаків від травня до серпня 1638 року. Правдоподібно, брав участь у виборах короля Владислава IV. У жовтні 1643 року коронний гетьман Станіслав Конєцпольський призначив його полковником Чигиринського полку реєстрових козаків замість Яна Закшевського (Івана Закревського), усунутого через зловживання щодо підвладних. Допомагав у 1644 році боротися з татарами в Охматівській битві. У 1647 році:
- взяв заарештованого Богдана Хмельницького на поруки і випустив його на волю. Став кумом сотника Чигиринського полку Б. Хмельницького.
- у жовтні брав участь у виправі Алєксандера Конєцпольського на татар.[5]

1648 року приєднався до Хмельницького під Жовтими Водами, потім потрапив у полон у Корсунській битві. Прийняв православне віросповідання та ім'я Михайло (доти він був Станіславом). Брав участь у битві під Пилявцями, військовому поході в Галичину, облозі Замостя, у переможних боях проти загонів С. Лянцкоронського та Я. Вишневецького.
Командував 30-тисячним козацьким військом, якому гетьман доручив відбити напад Януша Радзивілла у 1649 року на Україну. Тяжко поранений у битві під Лоєвом з вояками литовського гетьмана Януша Радзивілла, Кричевський був узятий у полон, де помер (за версією Веслава Маєвського, незважаючи на допомогу лікарів).
За даними історика Панаса Феденка:
- куля потрапила йому під праве око і застрягла у шиї, друга рана була у правому боці;
- домігся від козаків, щоб його залишили помирати у таборі, передчуваючи смерть, тут і був знайдений «радзивіллівцями»;
- Януш Радзивілл дав розпорядження:
  - придворному художнику намалювати посмертний портрет М. Кричевського;
  - насипати над «вождем непокірних козаків» найвищу серед загиблих під Лоєвом повстанців могилу і поставити хрест;
- був одруженим із Зоєю (відомостей про неї поки немає)[7].

## У літературі
- головний герой історичного роману Панаса Феденка «Гетьманів кум»;
- персонаж роману Генрика Сенкевича «Вогнем і мечем»;
- «Полковник Кричевський»  — повість Андрія Чайковського.

## Вшанування пам'яті
На честь Михайла Кричевського у Львові названо вулицю, а у Чигирині — провулок.